# Roman Saloni
Roman Franciszek Saloni (ur. 9 września 1895 w Rzeszowie, zm. 10 stycznia 1986 w Wrexham) – pułkownik dyplomowany piechoty Wojska Polskiego, działacz niepodległościowy, kawaler Orderu Virtuti Militari.

## Życiorys
Urodził się 9 września 1895 w Rzeszowie, ówczesnym mieście powiatowym Królestwa Galicji i Lodomerii, w rodzinie Aleksandra (1866–1937), nauczyciela, i Leopoldyny z von Kasparów. Był bratem Czesławy (zm. 1975), nauczycielki, zamężnej z Mieczysławem Łopuszańskim (1885–1969), inżynierem kolejowym, Juliusza (1891–1963), historyka literatury i Kazimierza (ur. 1898), inżyniera rolnika, odznaczonego Medalem Niepodległości i Krzyżem Zasługi. W 1905 rozpoczął naukę w c. k. Gimnazjum I z polskim językiem wykładowym w Stanisławowie. 29 czerwca 1913 zakończył naukę w klasie VIIIb  i zdał egzamin dojrzałości. Później rozpoczął studia na Wydziale Budowy Maszyn c. k. Szkoły Politechnicznej we Lwowie.
W 1913 został członkiem Polskiej Drużyny Strzeleckiej we Lwowie. Wybuch I wojny światowej zastał go w Stanisławowie. Razem z członkami tamtejszej drużyny strzeleckiej wstąpił do Legionu Wschodniego. We wrześniu 1914, po rozwiązaniu Legionu Wschodniego, został wcielony do cesarskiej i królewskiej Armii i przydzielony do 20 pułku piechoty w Nowym Sączu. Później został przeniesiony do 58 pułku piechoty i skierowany do szkoły oficerów rezerwy, którą ukończył w lutym 1915. Od czerwca 1915 do lipca 1916 walczył na froncie włoskim w szeregach IV batalionu 58 pp. Kontuzjowany, trafił do szpitala w Wiedniu, a następnie przydzielony do batalionu zapasowego 58 pp w Lublinie. Na stopień podporucznika rezerwy został mianowany ze starszeństwem z 1 sierpnia 1916. Od czerwca 1917 do kwietnia 1918 walczył na froncie rumuńskim. W październiku 1918 ponownie trafił na front włoski. 3 listopada 1918 w Trydencie dostał się do niewoli.
29 grudnia 1918 wstąpił do Armii Polskiej we Włoszech i został przydzielony do pułku piechoty im. Francesco Nullo w obozie La Mandria di Chivasso, gdzie objął dowództwo kompanii karabinów maszynowych. W połowie lutego 1919 wyjechał do Armii Polskiej we Francji, w której został przydzielony do 8 pułku strzelców polskich, późniejszego 50 pułku piechoty. W maju 1919 przyjechał z pułkiem do Polski. Od lipca do grudnia 1919 walczył w Małopolsce Wschodniej. Następnie został odkomenderowany na trzymiesięczny kurs w 1 pułku czołgów w Łodzi. W kwietniu 1920 na własną prośbę wrócił do 50 pp. Na wojnie z bolszewikami dowodził 3 kompanią karabinów maszynowych, a następnie III batalionem. 19 sierpnia 1920 został zatwierdzony z dniem 1 kwietnia 1920 w stopniu kapitana, w piechocie, w grupie oficerów byłej armii gen. Hallera. Wyróżnił się 14 września 1920, dowodząc batalionem w walce o wieś Biskupice Szlacheckie. W grudniu 1920 został odkomenderowany na kurs w Jarosławiu, gdzie zachorował na dur brzuszny. Po wyleczeniu wrócił do pułku w Dubnie, a następnie ukończył kurs przeszkolenia we Lwowie.
Po zakończeniu działań wojennych pozostał w wojsku jako oficer zawodowy i kontynuował służbę w 50 pp na stanowisku dowódcy III batalionu w Sarnach. 3 maja 1922 został zweryfikowany w stopniu kapitana ze starszeństwem od 1 czerwca 1919 i 852. lokatą w korpusie oficerów piechoty. 10 lipca 1922 został zatwierdzony na stanowisku pełniacego obowiązki dowódcy batalionu. 3 listopada 1922 został odkomenderowany do Wyższej Szkoły Wojennej w Warszawie, w charakterze słuchacza Kursu normalnego 1922/24. Z dniem 1 października 1924, po ukończeniu kursu i otrzymaniu dyplomu naukowego oficera Sztabu Generalnego, został przydzielony do Oddziału IV Sztabu Generalnego. 1 grudnia 1924 prezydent RP nadał mu stopień majora z dniem 15 sierpnia 1924 i 230. lokatą w korpusie oficerów piechoty. W listopadzie 1926 został przydzielony do 21 Dywizji Piechoty Górskiej w Bielsku na stanowisko szefa sztabu. 23 grudnia 1927 został przeniesiony do kadry oficerów piechoty z pozostawieniem na dotychczas zajmowanym stanowisku. W listopadzie 1928 został przeniesiony do 13 pułku piechoty w Pułtusku na stanowisko dowódcy batalionu. W grudniu 1929 został przeniesiony do Wyższej Szkoły Wojennej na stanowisko wykładowcy taktyki piechoty. 2 grudnia 1930 prezydent RP nadał mu stopień podpułkownika z dniem 1 stycznia 1931 i 32. lokatą w korpusie oficerów piechoty. W listopadzie 1934 został przeniesiony do 17 pułku piechoty w Rzeszowie na stanowisko zastępcy dowódcy pułku. W styczniu 1936 został przeniesiony do 63 pułku piechoty w Toruniu na stanowisko zastępcy dowódcy pułku. Na stopień pułkownika został awansowany ze starszeństwem z 19 marca 1938 i 33. lokatą w korpusie oficerów piechoty. W tym samym czasie został wyznaczony na stanowisko dowódcy 63 pp. Od 23 kwietnia 1938 pełnił służbę w Sztabie Głównym na stanowisku I zastępcy szefa Oddziału I, płk. dypl. Józefa Wiatra.
Po kampanii wrześniowej przedostał się Francji, gdzie od 19 kwietnia do 4 czerwca 1940 dowodził 10 pułkiem piechoty. Po ewakuacji do Wielkiej Brytanii objął dowództwo 10 batalionu kadrowego strzelców. Od 23 lipca 1940 do 28 lutego 1943 pełnił służbę na stanowisku zastępcy dowódcy 4 Brygady Kadrowej Strzelców (od 9 października 1941 – 1 Samodzielnej Brygady Spadochronowej). Następnie został przesunięty na stanowisko zastępcy dowódcy brygady do spraw administracyjnych i zaopatrzenia. Ze wspomnień płk. Jana Kamińskiego wynika, że przesunięcie spowodowane było stanem zdrowia pułkownika Saloniego, który uniemożliwiał mu wykonywanie skoków ze spadochronem. W 1944 był dowódcą Spadochronowego Ośrodka Zapasowego. Po zakończeniu II wojny światowej pozostał na emigracji w Wielkiej Brytanii. Zmarł 10 stycznia 1986 w Wrexham i został pochowany na cmentarzu Denio w Pwllheli.
17 listopada 1920 w Stanisławowie ożenił się z Leokadią Panałowską, z którą miał syna Zbigniewa Aleksandra (ur. 1922), plutonowego pilota Polskich Sił Powietrznych w Wielkiej Brytanii.

## Ordery i odznaczenia
- Krzyż Srebrny Orderu Wojskowego Virtuti Militari nr 1385[2] – 13 kwietnia 1921[44][45][46]
- Złoty Krzyż Zasługi – 11 listopada 1935 „za zasługi w służbie wojskowej”[47][48][49]
- Medal Niepodległości – 10 grudnia 1931 „za pracę w dziele odzyskania niepodległości”[50][51][52][53]
- Medal Pamiątkowy za Wojnę 1918–1921[1]
- Medal Dziesięciolecia Odzyskanej Niepodległości[1]
- Srebrny Medal za Długoletnią Służbę[35]
- Brązowy Medal za Długoletnią Służbę[35]
- Krzyż Wojskowy Karola[54]